# Tralia vanderbilti
Tralia vanderbilti is een slakkensoort uit de familie van de Ellobiidae. De wetenschappelijke naam van de soort is voor het eerst geldig gepubliceerd in 1938 door Schwengel.